# Schlacht von Fancheng
Sishui-Pass – Hulao-Pass – Jieqiao – Guandu – Changban – Chibi – Tong-Tor – Hefei – Dingjun – Fancheng – Xiaoting – Südliche Kampagne – Shiting – Jieting – Nördliche Expeditionen – Wu-Zhang-Ebene
Die Schlacht von Fancheng (chinesisch 樊城之戰 / 樊城之战) fand im Frühjahr 219 zwischen den chinesischen Reichen Shu Han und Wei im Rahmen der Zeit der Drei Reiche statt. Kurz darauf fand dort eine zweite Schlacht zwischen Shu und Wu statt.

## Lage
Der Bezirk Fancheng (heutiges Xiangyang, Provinz Hubei) war damals unter Kontrolle der Wei. Schlüsselpunkt der Provinz war das Fan-Schloss, eine große Festung in der Niederung des Han Jiang.

## Wei gegen Shu
Zunächst wurde Guan Yus Angriff vom Wei-General Pang De zurückgeschlagen. Deshalb ließ Guan Yu um das Schloss herum Dämme errichten und leitete den Han-Fluss um, so dass – verstärkt durch die starken Regenfälle – das Schloss überflutet wurde. Cao Ren, der Befehlshaber der Wei, erwog einen Rückzug, doch sein Berater Man Chong überzeugte ihn, die Stellung zu halten. Guan Yu nahm inzwischen die Wei-Generäle Pang De und Yu Jin gefangen und versuchte, sie für sich zu gewinnen. Aber Pang De weigerte sich strikt und wurde hingerichtet. Yu Jin fürchtete um sein Leben und wurde von Guan Yu freigelassen. Nicht lange später erreichte die Verstärkung unter dem Wei-General Xu Huang Yangling und lagerte dort, um auf weitere Verstärkung zu warten. Guan Yu ignorierte Xu Huang und teilte seine Truppen auf, um auch Xiangyang anzugreifen. Er ließ seine Vorhut sehr weit vorrücken, sodass sie und Guan Yus Hauptarmee weit entfernt voneinander waren. Xu Huang gab dann vor, Guan Yu anzugreifen. Dieser fiel auf den Plan hinein und zog sich zurück. Die Nachricht von Sun Quans Verstärkung erreichte sowohl Cao Ren, als auch Guan Yu. Guan Yu wusste nicht, was zu tun war, und Cao Cao selbst führte einen weiteren Verstärkungstrupp an. Xu Huang attackierte derweil Sizhong, wo er Guan Yu in einen Hinterhalt lockte. Guan Yu zog sich zu seinem Hauptlager zurück, wurde jedoch von Xu Huang verfolgt, der das Hauptlager stürmte und zerstörte. Xu Huang beendete somit die Belagerung von Fancheng und Guan Yu zog sich nach Süden zurück.

## Wu gegen Shu
Einige Wochen später langten die mit Wei verbündeten Wu-Truppen in Provinz Jing an. Wu hatte diese einmalige Allianz geschlossen, um die Jing-Provinz von Shu zurückzuerobern. Mi Fang und Fu Shi Ren, die Verteidiger von Jiangling und Gong’an ergaben sich sofort den einfallenden Truppen von Lu Meng. Guan Yu, der sich gerade von Fancheng zurückzog, erreichte diese Städte nur kurze Zeit später und versuchte, sie zurückzuerobern. Sein Hauptlager wurde aber erneut von Xu Huang überfallen und Guan Yu zog sich nach Maicheng (麦城, südöstlich des heutigen Dangyang, Hubei) zurück. Maicheng wurde schnell umzingelt, doch Guan Yu durchbrach die Belagerung mit wenigen Männern und floh nach Westen. Auf dem Weg wurde er jedoch von Pan Zhang und Zhu Ran angegriffen und gefangen genommen. Lu Meng ließ Guan Yu, seinen Sohn Guan Ping und den Inspektor Zhao Lei hinrichten, nachdem sie sich weigerten, überzulaufen. Damit hatte er Shu einen schweren Schlag versetzt, die ohne ihren legendären General Guan Yu sich auch bei der Schlacht von Yiling (222) nicht behaupten konnten.